# Бат
Вижте пояснителната страница за други значения на Бат.
Бат (на английски: Bath) е град в крайната североизточна част на област (графство) Съмърсет, Югозападна Англия. Той е административен и стопански център на община Бат и Североизточен Съмърсет. Населението на града към 2001 година е 90 144 жители.
Римляните започват да развиват селището още през I век, като спа курорт около топлите геотермални извори в долината на река Ейвън. Латинското му наименование е било „Aquae Sulis“. Столетия по-късно в периода 1720 – 1840 година, по времето на т. нар. Джорджианска епоха при управлението на първите крале от Хановерската династия, градът отново става изключително популярен курорт. По това време Бат се разраства в значителна степен, оставяйки ценно културно-историческо наследство изявено с джорджианската архитектура.
Градът е сред главните туристически центрове във Великобритания, посещаван от повече от един милион туристи годишно. Бат е включен в списъците на световното културно наследство на ЮНЕСКО.

## География
Бат е разположен в североизточната част на общината по поречието на река Ейвън. На около 21 километра северозападно се намира Бристъл, а столицата Лондон отстои на 157 километра в източна посока.
На около 15 километра северно от града преминава Магистрала М4 свързваща Лондон с Бристъл и южните части на Уелс.

## Демография
Изменение на населението на града за период от две десетилетия 1981 – 2001 година:
| година    | 1981   | 1991   | 2001   |
| --------- | ------ | ------ | ------ |
| население | 84 283 | 85 202 | 90 144 |

## Култура
Бат се превръща във водещ център на модния живот в Англия през ХVIII век. По това време е построен местния кралски театър (Bath's Theatre Royal), който е една от най-важните театрални сцени в кралството. Също през този период са издигнати емблематични за града обекти като жилищните ансамбли „Lansdown Crescent“, „Royal Crescent“ и „Circus“, както и мостът „Pulteney Bridge“ двустранно застроен с магазини.
Днес в града има 5 театъра – „Theatre Royal“, „Ustinov Studio“, „The Egg“, „Rondo Theatre“ и „Mission Theatre“. Селището има дълги традиции и в музикалния живот. Църквата „Св. св. Петър и Павел“, известна като Абатството на Бат е основно концертно място с около 20 концерта на година и 26 рецитала на орган. Друго важно концертно място е т.нар. „Форум“ с 1700 места, разположен в красива сграда в стил Ар деко, която първоначално е построена за кино-зала. Ежегодно в града се провеждат „международния музикален фестивал Бат“ (Bath International Music Festival) и „фестивал Моцарт“ (Mozartfest).
Сред другите фестивали провеждани всяка година са филмовия (Bath Film Festival), литературния (Bath Literature Festival), фестивал на изкуствата (Bath Fringe Festival) и бирения фестивал (Bath Beer Festival).
Бат предлага голям избор и от галерии и музеи. Сред тях са: „Victoria Art Gallery“, „Museum of East Asian Art“, „Holburne Museum of Art“, „Bath Postal Museum“, „Fashion Museum“, „Jane Austen Centre“, „Herschel Museum of Astronomy“ и разбира се музеят на Римските бани (Roman Baths).
- Мостът „Pulteney Bridge“ над река Ейвън (ХVIII век)
- Възстановените Римски бани. Отзад се вижда част от църквата „Свети Петър и Павел“

## Известни личности
Родени в Бат
- Хенри Коул (1808 – 1882), изобретател
- Уилям Едуард Пари (1790 – 1855), изследовател
- Скот Синклеър (р. 1989), футболист
- Кери Уилкинсън (р. 1980), писател
- Джаклин Уилсън (р. 1945), писателка

Починали в Бат
- Фани Бърни (1752 – 1840), писателка
- Еди Кокран (1938 – 1960), американски музикант
- Томас Малтус (1766 – 1834), икономист
- Джордж Хенри Ричардс (1820 – 1896), изследовател
- Артър Филип (1738 – 1814), офицер